# Wobbledogs
Wobbledógs (от англ. «wobble» — колебаться, «dogs» — собака, или на рус. Колеблющийся собаки) — это американская казуальная инди-игра в жанре 3D-симулятора виртуальных питомцев, разработанная студиями Animal Uprising и Auroch Digital, и изданная Secret Mode. Игра была анонсирована 23 ноября 2020 года, выпущена в раннем доступе 28 января 2021 года, а полная версия вышла 15 марта 2022 года.
В Wobbledogs игроки выращивают и ухаживают за мутирующими существами, напоминающими собак, но обладающими уникальными биологическими и поведенческими особенностями.

## Сюжет
Wobbledogs не предлагает традиционного линейного сюжета в классическом понимании, но его игровой мир и механики формируют уникальную нарративную структуру, которая раскрывается через взаимодействие игрока с питомцами и окружающей средой. В отличие от многих симуляторов, где сюжет строится вокруг чётко заданных целей или конфликтов, здесь акцент сделан на создании собственной истории через наблюдение за эволюцией вобблдогов и их странным, хаотичным миром.
Действие игры разворачивается в искусственной, почти лабораторной среде, где игрок выступает в роли своеобразного учёного-энтузиаста, экспериментирующего с генетикой и поведением существ. Вобблдоги — это не просто собаки, а гибридные создания, сочетающие черты животных и насекомых. Они откладывают яйца, проходят стадии окукливания и мутируют в зависимости от питания, что делает их больше похожими на инопланетные формы жизни, чем на привычных домашних питомцев.
Ключевой "нарратив" игры строится вокруг нескольких аспектов:
1. Эволюция и мутация — Каждый вобблдог начинает жизнь как яйцо, из которого вылупляется щенок. По мере роста он проходит четыре стадии окукливания, кардинально меняя внешний вид и способности. Эти трансформации зависят от микрофлоры кишечника, которая, в свою очередь, формируется под воздействием пищи. Например, кормление чесноком или декоративной кукурузой (несъедобной для реальных собак) может привести к появлению крыльев, дополнительных конечностей или даже множественных голов[7][8]. Игрок, по сути, становится свидетелем и творцом абсурдной биологической саги, где каждое решение влияет на будущие поколения питомцев;
2. Жизнь и смерть — Вобблдоги следуют чёткому жизненному циклу: от щенка до взрослой особи, а затем до старости и смерти. Однако игра подчёркивает не трагедию, а естественность процесса. Перед смертью собаки воют, а их призраки могут оставаться в мире, левитируя и взаимодействуя с живыми сородичами[8]. Это создаёт меланхоличную, но в то же время умиротворяющую атмосферу, напоминающую о цикличности природы — пусть и в мультяшной, гротескной форме;
3. Создание мира — Игрок не просто наблюдает, но и формирует среду обитания для своих подопечных: строит логова, лабиринты, сады. Вобблдоги, в свою очередь, активно участвуют в этом процессе — копают землю, переносят предметы и даже расширяют свои жилища . Это превращает игру в историю совместного творчества, где игрок и его питомцы вместе создают уникальную экосистему;
4. Юмор и абсурд — Сюжетная канва Wobbledogs пронизана чёрным юмором. Например, собаки могут случайно подавиться едой, чихать с комичными эффектами или притворяться мёртвыми просто так[8]. Такие моменты делают игру не только симулятором, но и импровизированной комедией положений, где каждый новый день приносит неожиданные ситуации.

## Игровой процесс
Wobbledogs предлагает уникальный игровой опыт, сочетающий элементы симулятора питомцев, генетической инженерии и песочницы. В отличие от традиционных виртуальных питомцев, вобблдоги — это существа, которые постоянно мутируют, меняя свою форму, поведение и даже физические характеристики. Игрок начинает с одного питомца, но вскоре его питомник может заполниться десятками странных созданий, каждое из которых уникально благодаря сложной системе генетической симуляции.
Одной из ключевых механик является влияние питания на мутации. Пища, которую потребляют вобблдоги, изменяет микрофлору их кишечника, что, в свою очередь, определяет, как они будут эволюционировать. Например, кормление питомцев блинчиками может сделать их плоскими, а диета из картофеля фри — вытянутыми и длинными. По мере взросления собаки периодически впадают в состояние окукливания, после чего появляются в новой, иногда совершенно неожиданной форме — с дополнительными конечностями, крыльями или даже несколькими головами.
Физическая симуляция играет важную роль в геймплее. Каждое движение вобблдогов просчитывается в реальном времени, что делает их поведение непредсказуемым и забавным. Они могут застрять в узких проходах, неуклюже падать, кувыркаться и даже поедать собственные экскременты, если игрок вовремя не уберёт за ними. Взаимодействие с питомцами включает в себя не только кормление, но и игры, поглаживания и даже помощь в сложных ситуациях — например, если собака застряла между предметами.
Ещё одной важной частью игры является создание и обустройство жилища для вобблдогов. Игрок может строить комнаты, лабиринты, сады и украшать их различными предметами. Со временем открываются новые декорации и функциональные объекты, такие как кормушки, игрушки и инкубаторы для разведения новых поколений питомцев. Разведение — это отдельный аспект геймплея: скрещивая собак с разными мутациями, можно получать ещё более странных и необычных существ.

## Разработка
Wobbledogs был создан независимой студией Animal Uprising, основанной Томом Астлом в содружестве с Auroch Digital (Том Астле также ранее работал над The Sims 4). Разработка игры заняла около пяти лет, включая длительный этап прототипирования и тестирования механик. Изначально идея заключалась в создании симулятора существ с реалистичной физикой и генетической изменчивостью, что в итоге вылилось в концепцию мутирующих собак с уникальной биологической системой.
Одной из самых сложных задач была реализация физической симуляции поведения вобблдогов. Разработчики хотели, чтобы каждое движение выглядело естественно, но при этом оставалось забавным и непредсказуемым. Это потребовало тонкой настройки движка, чтобы собаки могли взаимодействовать с окружением, не вызывая у игроков раздражения из-за багов. Другой важной особенностью стала генетическая система, которая не просто меняет внешний вид питомцев, но и влияет на их поведение. Например, собаки с крыльями могут летать, а особи с длинными телами — застревать в узких местах.
Игра была выпущена в раннем доступе 28 января 2021 года, а полная версия вышла 15 марта 2022 года. Позднее Wobbledogs портировали на консоли Nintendo Switch, PlayStation 4 и Xbox One, где разработчики оптимизировали управление под геймпады и добавили новые мутации, такие как крылья и рога, в рамках бесплатного обновления.

## Отзывы и критика
Wobbledogs получил в целом положительные оценки как от игроков, так и от критиков. Многие отмечают его оригинальность, очаровательную графику и расслабляющий геймплей. На платформе Steam игра имеет рейтинг «Чрезвычайно положительный», основанный на тысячах отзывов, где пользователи хвалят её за «весёлый и непредсказуемый симулятор мутаций».
Критики выделяют несколько ключевых достоинств:
- Глубина генетической системы — возможность создавать совершенно невообразимых существ, от милых до пугающих, делает игру увлекательной для экспериментов[5][10];
- Расслабляющая атмосфера — отсутствие строгих целей и давление времени позволяет игрокам наслаждаться процессом в своём темпе[5][10];
- Юмор и хаотичность — физика и абсурдные мутации регулярно вызывают смех, особенно у тех, кто любит нестандартные симуляторы[5][10].

Однако некоторые обозреватели указывают на недостатки, такие как ограниченный набор взаимодействий и повторяемость геймплея после десятков часов игры. Например, в рецензии от Little Bits of Gaming отмечается, что Wobbledogs мог бы выиграть от более сложных механик, таких как выставки собак или онлайн-режим, где игроки могли бы демонстрировать своих питомцев.